# Østlandsk rødkolle
Østlandsk rødkolle är en ras av nötkreatur som avlades fram under 1880- och 1890-talet i sydöstra Norge främst i fylken Østfold och Akershus.
Året 1892 skrevs för första gången en avelsbok för rasen. Under 1930-talet utfördes korsningar med svensk röd och vit boskap och omkring 1958 blev även gener av ayrshireboskap inblandade. Sedan skapades med hjälp av en annan norsk koras rasen norsk rödkulla (förkortning NRK i Norge) men rasen østlandsk rødkolle finns kvar. Under 1980-talet levde endast några tiotal exemplar av rasen och Bevarandeprogrammet startades 1989 med hjälp av svensk rödkulla. Året 2011 registrerades 129 kor och 10 tjurar av rasen. Ett år senare fanns 166 kor fördelade på 24 flockar i Norge.
Kor av rasen har allmänt en mankhöjd mellan 123 och 133 cm samt en vikt av 450 till 500 kg. För tjurar ligger mankhöjden vid 140 cm och vikten vid 750 till 800 kg. Pälsfärgen är allmänt rödbrun och horn saknas. Ungdjuren skiljs vanligen inte från flocken med honor.